# Tropodiaptomus worthingtoni
Tropodiaptomus worthingtoni is een eenoogkreeftjessoort uit de familie van de Diaptomidae. De wetenschappelijke naam van de soort is voor het eerst geldig gepubliceerd in 1936 door Lowndes.